# Царева поляна
Царева поляна е село в Южна България. То се намира в община Стамболово, Хасковска област.

## География
Царева поляна е разположена на 22 km югоизточно от град Хасково. Селото е на разстояние 3 km от село Стамболово.

## История
Старото име на селото е било Кочаш и се е намирало в близост до църквата „Св. Дух“, навътре в гората. Поради смъртоносна болест жителите решили да се преместят, но се разделили на три – едни отишли в Каважик дере, други избрали местността Капан дере, а трети избрали да заживеят във вече създаденото Стамболово. Днешното село се намира най-близо до Капан дере. Преди съединението на Княжество България с Източна Румелия на няколко километра, в местността Кулята, се е намирала границата.
Кочаш е името на старо село, което се е намирало на 4 км южно от настоящото. И днес там има местност, която се нарича „Кочеш тарла“, което значи „нивите на Кочеш“. В близост до нивите се намира и чешма, която се нарича „Казъл бунар“, т.е. „Момин кладенец“. Неизвестно кога селото е преместено на друго место. Село с такова име съществува и сега, но е почти изоставено, тъй като попада в чашката на язовир „Студен кладенец“.
Старото място на селото е в местността „Капан дере“, близко до настоящото село. Наоколо всичко е било гора. Селото е било заградено, за да се предпазва от диви животни и крадци. Имало е вход порта, която са наричали Харасчувата порта. Селото е преместено на днешното място, по-скоро в сегашния североизточен край, в долинката, която се намира между хълма на изток и ниския бряг (хълм) на запад, наричан още „Бонюския бряг“. Причината за преместването е чумна епидемия.

## Културни и природни забележителности
През 2007 година над селото е направен прекрасен метален кръст, а през пролетта на 2011 е открит параклисът „Св. Георги“, който е до кръста. Има и църква „Св. Илия“, която е исторически паметник с регионално значение и е на повече от 100 години.
Живописно разположено в южния централен регион на България, село Царева поляна съчетава красиви пейзажи, древна история и културно наследство, както и много свети места – над десет.
Край Царева поляна има и лековита вода, която помага за очи – Пънчова чешма. Тя е ръчно направена от Панайот Христозов през 1971 година. Клоните на дървета около нея са като коледни елхи, тъй като всеки, който пие, оставя клонче, за да остане болестта на това място.
В миналото е била много популярна Гумаровската чешма. Според стар обичай, при големи епидемии на това място се е палел нов огън. Преди това в селото са се гасели всички други огньове. Двама мъже с различни имена от останалите жители триели две сухи сливови дървета едно в друго с прахан, докато се възпламенят. След това всеки човек от селото вземал в дома си от този огън. За последен път в Царева поляна са палили нов огън през 1942 година.

## Редовни събития
Всяка година на 6 май се провежда събор на местността Кръста. На него се събират хора от целия регион и се прави курбан за здраве.